# Преславец (област Хасково)
 Тази статия е за селото в Южна България.  За средновековния град вижте Малък Преслав.  
Преславец е село в Южна България. То се намира в община Харманли, област Хасково.

## География
Селото разполага с жп спирка по линията Свиленград-Пловдив-София